# Cimarron (přítok Arkansasu)
Cimarron River je řeka ve Spojených státech amerických, pravostranný přítok Arkansasu. Měří 1123 kilometrů a je dvacátou nejdelší řekou v USA. Povodí řeky zaujímá rozlohu 49 080 km².
Pramení ve Skalnatých horách nedaleko Folsomu v Novém Mexiku jako Dry Cimarron (pro odlišení od nedaleké stejnojmenné řeky), svůj název nese od soutoku s Carrizozo Creek. Teče k východu přes Velké planiny, nachází se na ní chráněné území Cimarron National Grassland. Většina toku leží na území státu Oklahoma, kde je podle řeky pojmenován okres Cimarron County. Na soutoku Cimarronu s Arkansasem vznikla v šedesátých letech přehradní nádrž Keystone Lake.
Původními obyvateli povodí řeky byli Osagové, jako první běloši sem pronikli v 16. století Španělé vedení Franciscem Vásquezem de Coronado, kteří řeku pojmenovali Río de los Carneros Cimarrón (Řeka divokých ovcí), později byla pro svou červeně zbarvenou vodu známá také jako Red Fork of the Arkansas. Podél řeky vedla stezka Santa Fe Trail, která hrála v 19. století významnou roli při osidlování Západu. Pro ochranu cestujících před nepřátelskými indiány byla v roce 1865 vybudována pevnost Camp Nichols.
Na horním toku řeka vysychá kromě jarních měsíců, kdy v důsledku tání sněhu dochází k častým záplavám. Splavná je od města Guthrie. Okolní krajina je skalnatá a vyprahlá, na řece proto neleží žádná větší města (největší je Cushing s necelými osmi tisíci obyvatel). Vzhledem k tomu, že Cimarron protéká množstvím solných plání, je jeho voda hodnocena jako nekvalitní.